# Raphaël Marie Ze
Raphaël Marie Ze (* 4. November 1932 in Alangana; † 6. September 2011 in Yaoundé) war ein kamerunischer Geistlicher und römisch-katholischer Bischof von Sangmélima.

## Leben
Raphaël Marie Ze empfing am 29. April 1962 die Priesterweihe.
Papst Johannes Paul II. ernannte ihn am 23. Januar 1992 zum Bischof des Bistums Sangmélima. Der Apostolische Pro-Nuntius in Kamerun, Gabun und Äquatorialguinea, Santos Abril y Castelló, weihte ihn am 25. April desselben Jahres zum Bischof; Mitkonsekratoren waren Ildefonso Obama Obono, Erzbischof von Malabo, und Jean-Baptiste Ama, Bischof von Ebolowa-Kribi.
Im Jahr 2006 wurde Raphaël Marie Ze in Deutschland bekannt, als er als Oberhaupt der Diözese Sangmélima im Konflikt mit der deutschen Bundesregierung die Herausgabe von 10 284 Goldanleihen aus der Weimarer Republik forderte.
Am 4. Dezember 2008  nahm Papst Benedikt XVI. seinen altersbedingten Rücktritt an.